# هونكي تونك

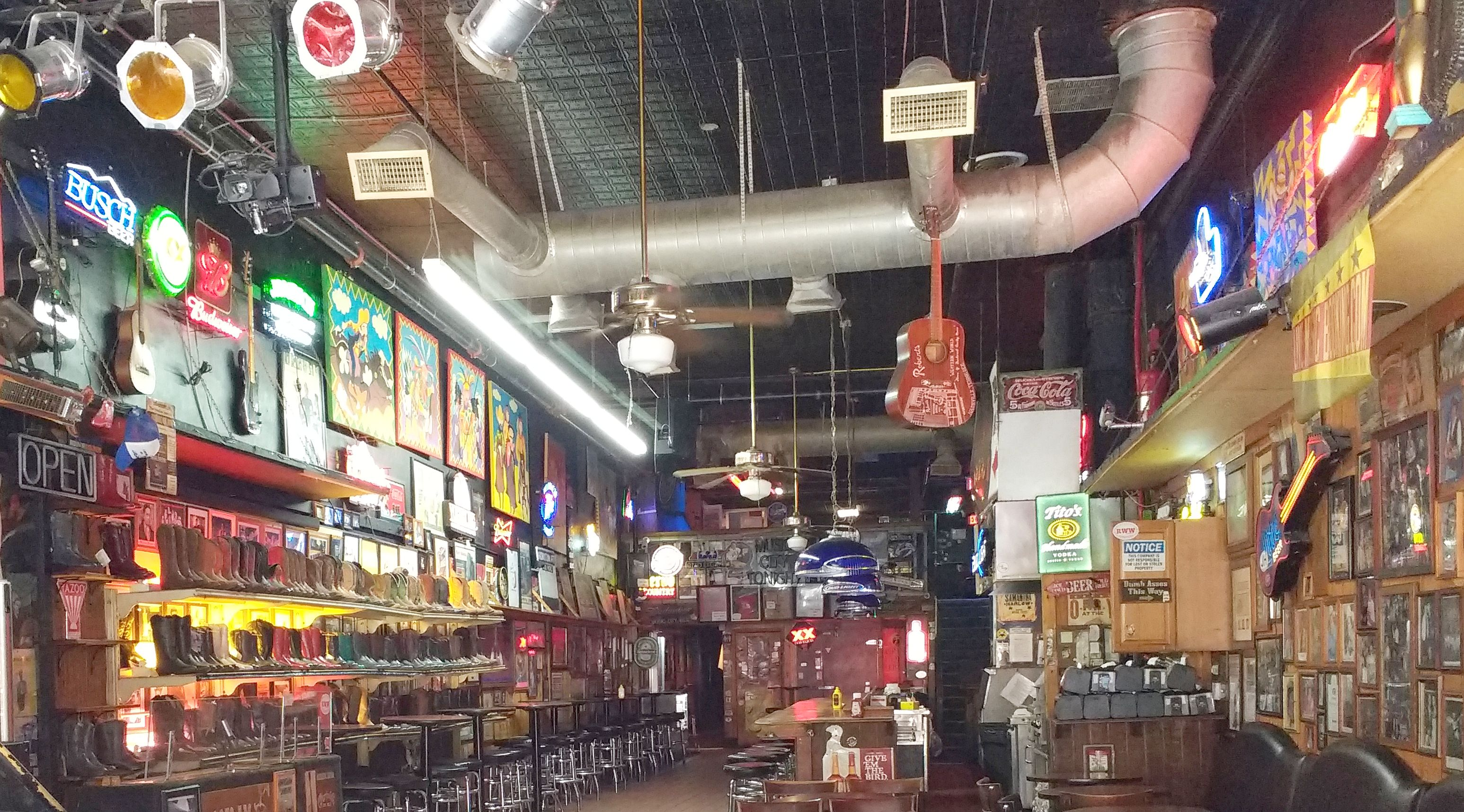
حانة توتسي أوركيد لاونج في ناشفيل.

الهونكي تونك (بالإنجليزية: Honky-Tonk)‏، هو صنف من الحانات يجمع عروضا لموسيقى الكانتري كوسيلة للترفيه على الزبائن. وهذا النوع من الحانات شائع في مناطق جنوب وجنوب غربي الولايات المتحدة، حيث تزداد شعبية موسيقى الكانتري. بدأ العديد من نجوم موسيقى الكانتري، مثل لوريتا لين، وباتسي كلاين، وإرنست تاب مسيرتهم في هذه الحانات. كما تم إطلاق مصطلح «هونكي تونك» على تيارات موسيقية مختلفة في أميركا في القرن العشرين.

## أصل الاسم
لا يُعرف بالضبط أصل مصطلح «هونكي تونك». وأقدم ذكر معروف للكلمة كان تقريرا في جريدة فورت وورث دايلي، في 24 يناير 1889، حول «عريضة إلى المجلس تم تعميمها أمام الموقعين، تطالب بإعادة فتح مسرح الهونكي تونك على الشارع الرئيسي». ويعتقد أن هذا كان اسم المسرح. وإذا كان الأمر كذلك، فلا يُعرف ما إذا اتُّخذ اسم المسرح من الاستخدام العام للكلمة، أو أن الاسم أصبح هو المصطلح العام لهذه المنشآت.
هناك استشهادات لاحقة من عام 1890 في جريدة مورنينغ نيوز" (دالاس، تكساس) ، وعام 1892 في جالفستون ديلي نيوز (غالفستون، تكساس)،  وعام 1894 في صحيفة ديلي أردموريت في أوكلاهوما،  والتي كانت مكتوبة "honk-a-tonk". ويذكر أن الكلمة كانت معروفة في المدن الموجودة على دروب رعي الماشية في تكساس وأوكلاهوما، ما يرجح أن أصل الكلمة ربما أتى من رعاة البقر الذين يقودون الماشية إلى السوق. كما أن وقع الكلمة قد يشير إلى أنها مأخوذة من ضجيج الموسيقى الصاخبة التي تعزف داخلها.
هناك نظرية أن تقول القسم «تونك» من الاسم قد أتي من اسم علامة تجارية للبيانو. أحد الشركات المصنعة للآلات البيانو المنتصبة تدعى وليام تونك وإخوانه (تأسست عام 1881)،  والتي صنعت بيانو مع شارات «إرنست تونك». لكن لم يتم تصنيع آلات البيانو هذه حتى عام 1889، وهي بالتالي تعاصر أول ذكر لحانات الهونكي تونك في الجرائد، ما يطرح نظرية أن الاسم شاع بسرعة وقتها. من ناحية أخرى، تشير السجلات إلى أن الإخوة تونك، وليام وماكس، أنشأوا شركة تونك في عام 1873، فنظرية أصل الاسم هذه ممكنة.

## التاريخ
كانت حانات الهونكي تونك مؤسسات بسيطة تقدم فقرات موسيقى الكانتري في الجنوب والجنوب الغربي، وكانت تقدم المشروبات الكحولية لزبائن الطبقة العاملة. وأحيانا كانت تقدم أيضا عروضا راقصة على أنغام البيانو أو الفرق الصغيرة، وأحيانا كانت مراكز للدعارة. أصبح الاسم نفسه مرادفا لموسيقى البلوز الكلاسيكية.

## الأصول
على الرغم من أن أصل الكلمة غير معروف، فقد أشارت كلمة هونكي تونك في الأصل إلى مجموعة من العروض المنوعة في الغرب (أوكلاهوما وتكساس والأراضي الهندية) وإلى المسارح التي تعرضها. وأقدم ذكر لها في الطباعة يشير إليها بأنها «مسارح منوعات» وتصف العروض بأنها «عروض منوعات». غالبا ما كانت المسارح وتحتوي على الحانات وقاعات القمار.
تكلم كُتّاب مثل ويات إيرب حانات الهونكي تونك في بلدات رعاة البقر في كانساس ونبراسكا ومونتانا وغيرها في السبعينات والثمانينات من القرن التاسع عشر. وتكلموا في سجلاتهم بشكل مفصل عما يرافق تلك العروض من نساء وعنف.
في أواخر العام 1913، استضاف العقيد إدوين ايمرسون، وهو قائد سابق في الخيالة، حفلة هونكي تونك في مدينة نيويورك. وتم جلب الخيالة من مزارع تكساس ونيومكسيكو وأوكلاهوما والأقاليم الهندية، لذلك كان لا يزال هذا المصطلح شائعا خلال الحرب الأمريكية الإسبانية.

## الموسيقى

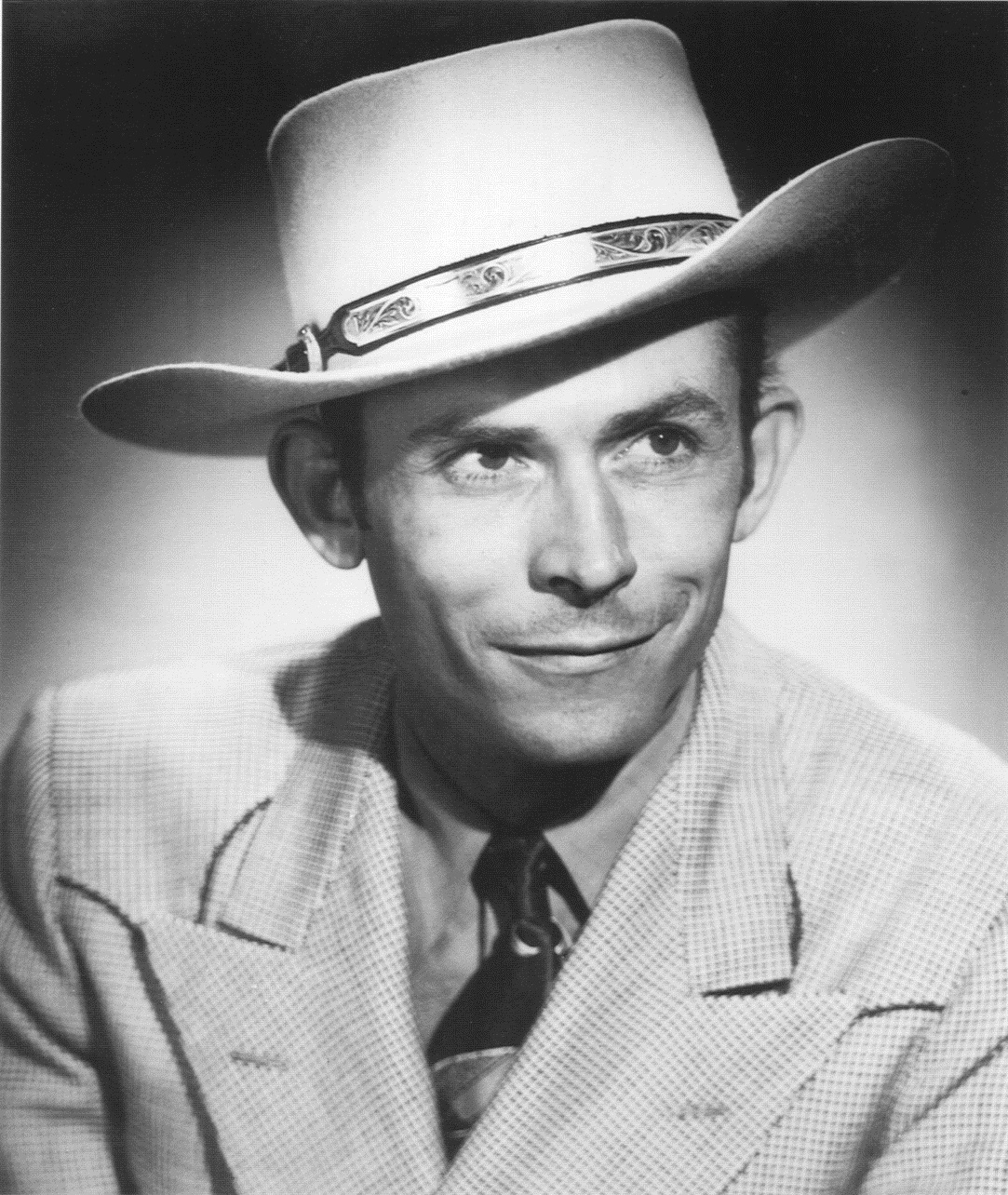
هانك وليامز

أول صنف موسيقي عرف باسم الموسيقى الهونكي تونك كان يشتمل على عزف البيانو بأسلوب موسيقى الراغتايم، ولكن بتركيز على الإيقاع أكثر من اللحن أو الانسجام. تطور هذا الأسلوب ردا على البيئة السائدة حيث لم يلقى البيانو اهتماما كبيرا، ويميل إلى أن كونه خارجا عن اللحن مع وجود بعض المفاتيح المعطلة.
أثرت موسيقى الهونكي تونك بشكل كبير على موسيقى البوغي ووغي، مثل أعمال جيلي رول مورتون وميد لوكس لويس. وسجل لويس عدة أغاني من العشرينات وحتى الخمسينات، وغنى أغانيه موسيقيون آخرون مثل أوسكار بيترسون.
ألف بيل دوغيت مقطوعة بلوز بعنوان «هونكي تونك»، مع وصلة ساكسفون متقطعة وإيقاع بطيء، وكانت من أوائل أغاني الروك أند رول الناجحة. ومن الفنانين الناجحين أيضا فاتس دومينو من نيو اورليانز وكان يعزف بيانو الهونكي تونك، وحقق النجاح في أغاني مثل «بلوبيري هيل» و«الذهاب إلى نيو اورليانز».
خلال سنوات ما قبل الحرب العالمية الثانية، بدأت الوسط الموسيقي يشير إلى موسيقى الهونكي تونك التي تعزف من تكساس وأوكلاهوما إلى الساحل الغربي باسم موسيقى الهيلبيلي. أشار هذا المصطلح لاحقا إلى موسيقى الكانتري التي تطورت في ناشفيل، حيث أصبح السوينغ الغربي شائعا هناك. عزفت الموسيقى في البداية على الإيتار والكمان والكونتر باس، والإيتار الحديدي (الذي دخل من الموسيقى الشعبية الهاوائية). كانت الأصوات في البداية تعتمد على الغناء الخام والأنفي، كما ظهر في مغنين وكتاب أغاني مثل فلويد تيلمان وهانك وليامز، ولكنها تطورت لاحقا للغناء بصوت واضح وحاد، مثل جورج جونز وفارون يونغ. ركزت كلمات الأغاني على حياة الطبقة العاملة، واعتمدت على مواضيع مأساوية في كثير من الأحيان مثل الحب المفقود والخيانة والشعور بالوحدة وإدمان الكحول.
أصدر إرنست تاب أغنية بعنوان Walking the Floor Over You عام 1941، وكان إصداره السادس على علامة ديكا،  ما زاد من شعبية موسيقى الهونكي تونك.
أخذ تاب الموسيقى معه إلى ناشفيل، حيث كان أول من عزف على الإيتار الكهربائي في غراند أول أوبري. ومع دخول عقد الخمسينات، دخلت موسيقى الهونكي تونك عصرها الذهبي، فازدادت شعبيتها مع فنانين مثل ويب بيرس وهانك لوكلين وليفتي فريزل وغيرهم. إلا أن شعبيته بدأت بالانحسار في أواخر الخمسينات مع ظهور موسيقى الروكابيلي (التي مزجت موسيقى الكانتري مع البلوز) وموسيقى ناشفيل ذات الإيقاع الهادئ.
في السبعينات بدأ تيار جديد من موسيقى الهونكي تونك سميت حركة الخارجين عن القانون (Outlaw Country) وكانت ممثلة من فنانين مثل جوني كاش، ووايلون جينينغز، وويلي نيلسون، وديفيد ألان كو، وبيلي جو شيفر. خلال الثمانينات، بدأت حركة جديدة من موسيقى الهونكي تونك من فنانين مثل دوايت يواكام وجورج ستريت. وخلال التسعينات ظهرت موجة جديدة متأثرة بموسيقى البوب حيث تجاوز فنانون بنجاحهم نحو التيار السائد، مع مغنين مثل غارث بروكس وألان جاكسون وكلينت بلاك.